# Praesetora monogramma
Praesetora monogramma is een vlinder uit de familie van de slakrupsvlinders (Limacodidae). De wetenschappelijke naam van de soort is voor het eerst geldig gepubliceerd in 1933 door Erich Martin Hering.